# سن بارتولومئو وال کاوارنیا
سن بارتولومئو وال کاوارنیا (به ایتالیایی: San Bartolomeo Val Cavargna) یک کومونه در ایتالیا است که در استان کومو واقع شده‌است. سن بارتولومئو وال کاوارنیا ۱۱٫۱ کیلومتر مربع مساحت و ۱٬۱۰۲ نفر جمعیت دارد.